# Дёрфлер-Антал, Эмеше
Эмеше Дёрфлер-Антал (венг. Emese Dörfler-Antal; 13 февраля 1971, Румыния) — австрийская конькобежка венгерского происхождения, участница зимних Олимпийских игр 1994 и 1998 годов, 2-кратная чемпионка Румынии и серебряный призёр, 10-кратная чемпионка Австрии и 16-кратная призёр чемпионата Австрии.

## Биография
Эмеше Антал венгерского происхождения родилась в румынском городке Тыргу-Муреш, где венгров и румын приблизительно было поровну. Она стала кататься на коньках в возрасте 7 лет, последовав за своими двоюродными братьями и сёстрами. Один из братьев подарил ей коньки, а отец как-то взял её посмотреть соревнования по конькобежному спорту среди детей. И примерно в 8 лет Эмеше стала заниматься конькобежным спортом. Она выигрывала соревнования у 14-летних и тогда её заметил региональный тренер. Летом она тренировалась на роликовых коньках.
В 1983 году стала чемпионом Румынии в спринте среди молодёжи. С 1985 года участвовала в чемпионате Румынии, как среди юниоров, так и среди взрослых. В 1985 году выиграла юниорский чемпионат страны в многоборье. В 1989 году Эмеше стала чемпионом Румынии в спринтерском и классическом многоборье, тогда же дебютировала на чемпионате мира среди юниоров в Киеве, где познакомилась с австрийским конькобежцем, в которого влюбилась. В 19 лет она с семьёй переехала в Австрию, где стала выступать за сборную Австрии.
В сезоне 1991/92 дебютировала на Кубке мира и уже на 2-м этапе в Польше поднялась на 3-е место в забегах на 1500 м и 3000 м. В январе 1992 года на своём первом чемпионате Европы в Херенвене заняла 26-е место в многоборье, а следом на чемпионате мира в спринтерском многоборье в Осло стала 22-й и на чемпионате мира в классическом многоборье была дисквалифицирована. В декабре 1992 года году Антал завоевала серебро в многоборье и в январе 1993 в спринте на чемпионате Австрии. На чемпионате Европы стала 16-й в сумме многоборья, а на классическом чемпионате мира в Берлине заняла 18-е место. Через год она стала чемпионом Австрии в многоборье. На чемпионате мира в Батте финишировала 7-й в сумме многоборья. 
В феврале 1994 года на зимних Олимпийских играх в Лиллехаммере участвовала на всех пяти дистанциях. В забеге на 500 м заняла 27-е место, на 1000 м - 22-е, на 1500 м - 19-е, на 3000 м - 14 и на 5000 м - 15-е место. 
Через год второй раз подряд выиграла чемпионат Австрии в сумме многоборья, далее заняла 10-е место в многоборье на чемпионате Европы в Херенвене и 16-е на чемпионате мира в Савалене. В 1996 году стала чемпионом Австрии в спринте и 2-й в многоборье и в январе 1996 года заняла 15-е место на чемпионате Европы в классическом многоборье. На чемпионате мира в Инцелле стала 16-й в многоборье. В январе 1998 года финишировала 11-й в многоборье на чемпионате Европы в Хельсинки, после участвовала на зимних Олимпийских играх в Нагано. В забеге на 3000 м заняла 27-е место, на 1500 м- 30-е. На чемпионате Австрии она постоянно занимала 2-е места вслед за Эмеше Хуньяди.
В 1999 году на дистанции 1500 м заняла 24-е место на чемпионате мира на отдельных дистанциях и 22-е на 3000 м. В декабре 2000 года Эмеше выиграла многоборье на чемпионате Австрии. В январе 2001 года на чемпионате Европы в классическом многоборье стала 11-й. В феврале на чемпионате мира в Будапеште стала 16-й в сумме многоборья и в марте на чемпионате мира на отдельных дистанциях заняла 19-е место в забеге на 1500 м и 21-е на 3000 м. В 2002 году Антал вновь стала чемпионом Австрии в спринтерском многоборье и на чемпионате Европы в классическом многоборье финишировала 13-й. Ещё через год она в очередной раз завоевала звание чемпиона Австрии в многоборье, заняла 14-е место на чемпионате Европы в классическом многоборье.
В марте 2003 года на чемпионате мира на отдельных дистанциях заняла 20-е место на дистанции 1000 м, 19-е на 1500 м и 18-е на 3000 м. В ноябре 2003 года на соревнованиях в Эрфурте Эмеше упала на дистанции 1000 м, не входящей в официальный зачёт Кубка мира, и получила двойной перелом лодыжки, а также перелом голени. В 2005 году она выиграла дистанцию 500 м на чемпионате Австрии, также завоевала серебряные медали на дистанциях 1500 м, 3000 м, 5000 м, в спринтерском и классическом многоборье. В 2006 году вновь стала первой в забеге на 500 м и выиграла многоборье на чемпионате Австрии. В том же году завершила карьеру спортсменки.

## Личная жизнь
Эмеше Антал прошла обучение в Венском университете на дипломированного менеджера мероприятий и по сей день работает официальным переводчиком венгерского и румынского языков. Она стала послом интеграции, участвовала в организации Специальной Олимпиады, получила премию МВД - награду, присуждаемую известным женщинам–иммигрантам и является членом её жюри. Вместе с Жолтом Ковачем (ZK Consulting) и Юлией Ковач (тхэквондо Штайнах) основала свою компанию "Wipgym". В 2009 году она организовала знаменитый гала-концерт "Жизнь продолжается". Эмеше в настоящее время работает в качестве личного тренера у известного инсбрукского специалиста по спортивной медицине Андреаса Лотца.